# Elbert Hubbard
Elbert Green Hubbard (19 de junio de 1856 - 7 de mayo de 1915) fue un escritor, editor, artista y filósofo estadounidense. Fue un exponente del movimiento Arts and Crafts, pero es más conocido por su ensayo Un mensaje a García.

## Biografía
Hubbard nació en Bloomington, Illinois, hijo de Silas Hubbard y Juliana Frances Read. Creció en Hudson, Illinois, donde su primer negocio fue la venta de jabones Larkin, una carrera que finalmente lo llevó a Búfalo, Nueva York. 
Su trabajo más conocido se produjo después que fundó Roycroft, un movimiento de Arts and Crafts en East Aurora, Nueva York en 1895. De esto pasó a su prensa privada, Roycroft Press, que fue inspirada por William Morris, con Kelmscott Press.
El 1 de mayo de 1915, poco más de tres años después del hundimiento del Titanic, los Hubbard subieron al Lusitania en Nueva York. El 7 de mayo de 1915, mientras estaba en el mar, el trasatlántico fue torpedeado y hundido por el submarino SM U-20.